# Кьо (музикант)
Kyo (яп. 京, Kyō) (нар. 16 лютого 1976) — японський музикант, поет, співак, і автор пісень. Став відомим як вокаліст ню-метал групи Dir en Grey. Він був із групою з моменту її створення в 1997 році і раніше співав у «La:Sadie's». Кьо був натхненний, стати музикантом, коли він побачив фотокартку BUCK-TICK вокаліст Ацуші Сакураі на столі в молодших класах середньої школи в однокласника.

## Біографія

### «Haijin Kurobara Zoku» і «La:Sadie's»
Відомо, що «Кьо», від народження зненавидівши своє справжнє ім'я і прізвище (Тоору Нішімура), грав ще раніше створення La:Sadie's, виконуючи кавери по клубах Токіо і Осаки, таким чином, практикуючись перед своїм першим кроком у музичне життя — La:Sadie's, створеною у 1995-му році. Попрацювавши в декількох групах в Кіото, він вирішив переїхати в Осаку, сподіваючись, що йому нарешті посміхнеться удача. Разом з «#4» і Stella Maria вони створили команду «Haijin Kurobara Zoku». Ця група в основному копіювала інших і робила кавери пісень D'Erlanger, Luna Sea і, звичайно ж, «Kuroyume». Через деякий час «#4» і «seine» покинули групу, а трійця, що лишилася, створила абсолютно нову — «La:Sadie's». На творчість групи вплинуло безліч музикантів, зокрема Kuroyume, тому що Кьо був шанувальником «Kiyoharu». Ідея створення «La:Sadie’s» належала Кьо, вокалісту майбутньої групи, який до цього працював у команді технічного персоналу таких груп, як «Kuroyume» і Albatross.

### Dir en Grey
У той час як він тільки написав кілька пісень для «Dir En Gray» (наприклад, "The Domestic Fucker Family" та "Hades"), Кьо потім відповідає за написання усіх текстів, які зазвичай мають негативні відтінок і торкаються різних темних тен, іноді табу, предметів, таких, як: сексуально нав'язливих ідей ("Zomboid"), насилля над дітьми ("Berry"), ЗМІ ("Mr. Newsman"). Кілька пісень є з суто японських питань, таких як випадкові відносини і ставлення країни до аборту ("Mazohyst of Decadence" і "Obscure") і його відповідності-орієнтованого суспільства ("Children"). Інші пісні з більш традиційної тематики, такої, як особисті почуття, емоції і втрачена любов («Undecided», «Taiyou no Ao», «Mushi»).
Термінологія, використана в діапазоні від вульгарної до піднесеної, з грою слів і подвійним змістом зустрічається часто. Наприклад, назва пісні "Mitsu to Tsuba", що перекладається приблизно як "зґвалтування", означає "Мед і Слина", але пишеться з кандзі перевернутої, припускаючи, читаючи їх з вимовою - «Tsumi to Batsu» - що б перевести на "Злочин і кара", більш відповідну назву.
Кьо відомий в хеві-метал сцені як один з найбільш універсальних вокалістів активних у даний момент. Його спокійний спів вражає (як це продемонстровано в таких піснях, як "The Pledge", "Glass Skin", і "Ruten no Tou"), проте не там, його сила у вигляді металевого вокаліста лежить. Він протягом усієї своєї кар'єри як вокаліст «Dir En Gray» відображаюче кричав вокал ("Agitated Screams of Maggots", і "Clever Sleazoid"), смертельно гарчить ("Hageshisa to, Kono Mune no Naka de Karamitsuita Shakunetsu no Yami"), і black metal, як "крики" ("Different Sense"). У 2010-му році він гастролював з Apocalyptica, виконуючи їх пісню "Bring Them To Light", яку спочатку ознаменував своїм виконанням Joe Duplantier на вокалі. Під час цих виступів він показати свій діапазон, надаючи високої тональності крикам після прогарчання віршів, а потім спів хорового фальцету.
Його перформенси стали відомі своїми ударними елементами, такими як: макіяж усього тіла, щонагадують важкі опіки, підроблену блювоту різного кольору і консистенції, а також різні акти членоушкодження. Справжність останнього обговорюється, враховуючи те, як часто деякі види практики виникали, іноді твердо на місці протягом звичайного сет-листу туру. Наприклад, Кьо регулярно займався fish-hookingом під час виконання "Kodoku ni Shisu, Yueni Kodoku" і в усьому "It Withers and Withers" і ""Inward Scream турів…
Протягом своєї кар'єри, Кьо був госпіталізований кілька разів: один раз в 2000-му році, у зв'язку з проблемами слуху (залишаючись частково глухим на ліве вухо) і знову в 2006-му і 2009-му з набряком гортані (запалення голосових зв'язокі). Наприкінці 2011-го і на початку 2012-го року, у Кьо виникла ще одна проблема з його горлом і голосовими зв'язками. Після того, він отримав діагноз вокальної конкрецій дисфонії. Тому «Dir En Gray» був змушений вийти з "Still Reckless" тур, який мав пчоатися в березні 2012-го року. Хоча Кьо був діагностований і госпіталізований багато разів, цього разу він зіткнувся з можливістю хірургічного втручання. В інтерв'ю, Кьо заявив, що його голосові поліпи лікували за допомогою ліків. Відразу після 16-го після ефіру в студії по "Shinkiba Studio Coast", він знову був госпіталізований з тонзилітом.
Пізніше група оголосила тур в перший раз з моменту їх тривалої перерви у зв'язку з погіршенням стану здоров'я Кьо під назвою "In Situ". Вона починалася з 10 жовтня і пізніше закінчилася 25 грудня у виставковому центрі "Tokyo International Hall".

### S u k e k i y o
У 2013 році Кьо почав свій перший сольний проект, S u k e k i y o. Група відкрила перше шоу для Sugizo. Після туру, реліз Thrive to Realize, і здійснилася на наступний день для зворотного відліку Японського 13/14 фестивалю.

### Інша творчість
Кьо випустив два томи поезії, опублікував через Media Factory. Обидві книги супроводжуються короткими бонусними дисками, які містить лише соло музику, яку він випустив на сьогодні. У 2013-му році Кьо запустив новий сайт і випустив дві збірки фотографії, "SHIKKAKU", які показує Кьо як окремий суб'єкт і "For the Human Race", яка включає фотографії, зроблені самим Кьо.